# Robert Lucius von Ballhausen
Robert Sigismund Josef Maria Freiherr Lucius von Ballhausen (före upphöjandet till friherre 1888 Lucius), född 20 december 1835 i Erfurt, död 10 september 1914 i Kleinballhausen, var en preussisk politiker.
Lucius von Ballhausen deltog som läkare i ett spanskt fälttåg i Marocko 1860 och en preussisk expedition till Östasien 1860-62, tillhörde 1870-81 tyska riksdagen och 1870-99 preussiska deputeradekammaren samt var 1879-90 preussisk jordbruksminister. År 1895 blev han ledamot av preussiska herrehuset. Han tillhörde det frikonservativa partiet, var förtrogen vän till Otto von Bismarck och förmedlade ofta dennes förbindelser med de parlamentariska partierna.

## Fotnoter
1. 1 2  Gemeinsame Normdatei, läst: 26 april 2014.[källa från Wikidata]
2. ↑  Gemeinsame Normdatei, läst: 11 december 2014.[källa från Wikidata]
3. ↑  Gemeinsame Normdatei, läst: 1 april 2015.[källa från Wikidata]